# سانینگول
سانینگول (به انگلیسی: Sunningwell) یک روستا و محله مدنی در بریتانیا است که در ویل آو وایت هرس واقع شده‌است. سانینگول ۱٬۵۵۴ نفر جمعیت دارد.